# 담양 식영정
담양 식영정(潭陽 息影亭은 대한민국 전라남도 담양군에 있는, 조선 명종 때 서하당(棲霞堂) 김성원(金成遠, 1525~1597)이 그의 장인 석천(石川) 임억령을 위해 지은 정자이다. 2009년 9월 18일 대한민국의 명승 제57호로 지정되었다.

## 개요
조선 명종 때 서하당(棲霞堂) 김성원이 그의 장인 석천(石川) 임억령을 위해 짓고 임억령이 이름을 지은 정자로, 이곳에서 송강(松江) 정철이 〈성산별곡〉, 〈식영정 20영〉 등 한시와 가사 및 단가 등을 남겨 송강 문학의 산실이 되었고, 한국 고전문학 발전의 기틀을 마련한 곳으로 역사·문화적 가치가 있는 곳이다.
식영정(息影亭)은 주변 무등산과 광주호 등이 있어 자연환경과 조화미가 뛰어나고 주변의 소나무 고목과 송림, 배롱나무 등이 있어 아름다운 명승지이다.

## 참고 자료
- 담양 식영정 일원 - 국가유산청 국가유산포털
- 이 문서에는 문화재청에서 공공누리 제1유형으로 배포된 자료를 바탕으로 한 내용이 포함되어 있습니다.